# Метод радіоактивних куль
Метод радіоактивних куль (рос. Метод радіоактивних куль англ. method of radioactive bulletsbullets, нім. Methode f der radioaktiven Kugelmolche — індикаторний метод дослідження продуктивної товщини нафтового покладу, за яким здійснюється прострілювання деякого інтервалу у свердловині кулями з радіоактивною оболонкою, яка за певний час розчиняється у воді (нафті) і разом з потоками рідини виноситься з пластів, що дає змогу шляхом зіставлення повторного виміру гамма-активності з контрольним виміром виявити інтервали пластів, які обводнюються.